# Vae victis

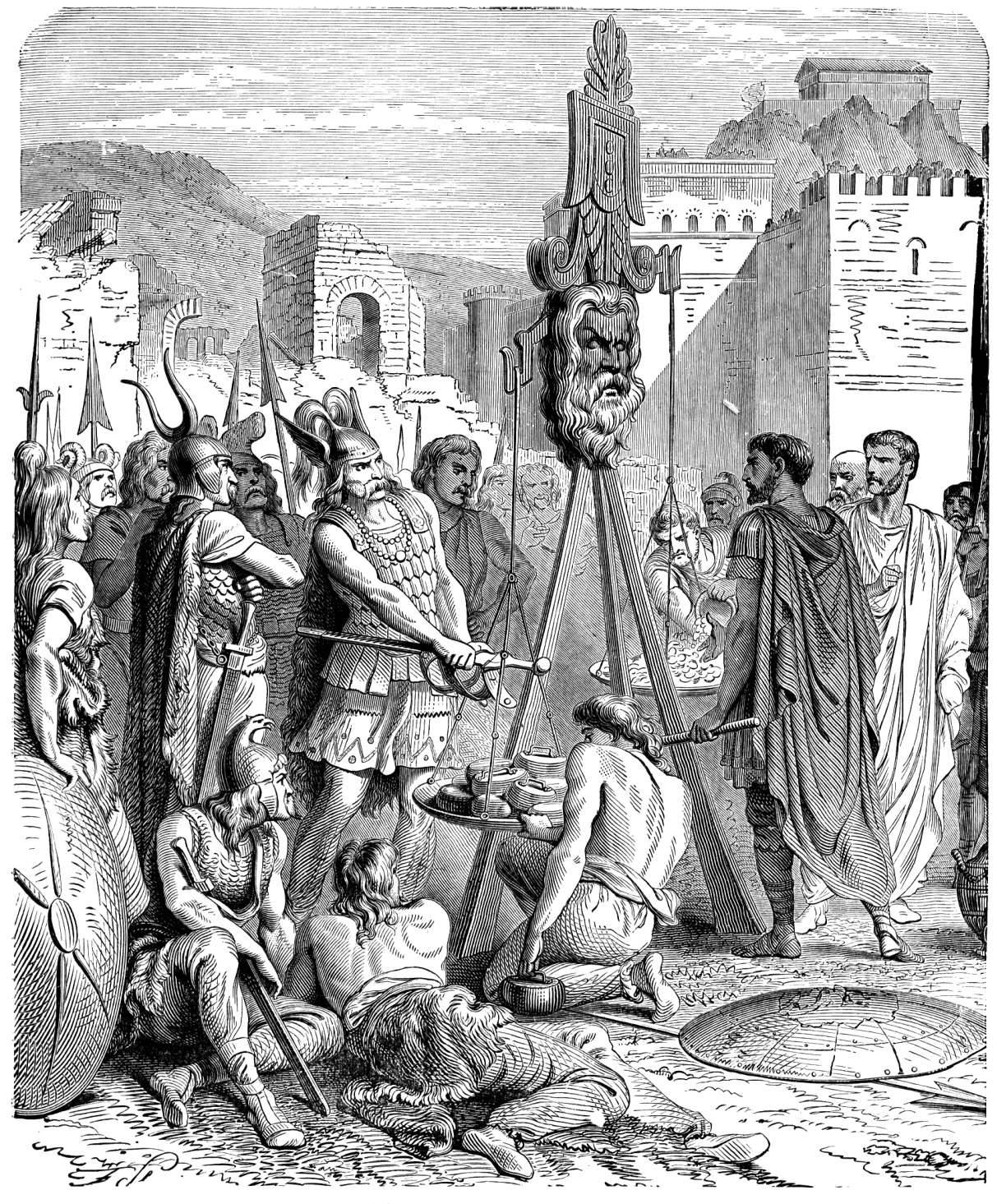
Gravat del cap dels gals, Brennus, en el moment de llançar la seva espasa per a afegir-la als pesos de la balança mentres exclama: «Vae Victis!».

Vae victis és una locució llatina que significa 'Ai, dels vençuts!'. Va ser pronunciada pel cap gal Brennus, que havia assetjat i vençut la ciutat de Roma.
El 390 aC, un exèrcit de gals dirigit per Brennus va atacar Roma, va conquerir tota la ciutat a excepció del turó del Capitoli, que es va defensar amb èxit. Brennus va assetjar el pujol, i, finalment, va accedir a negociar la seva retirada de la ciutat a canvi d'un rescat convingut per tots dos costats combatents. Aquest rescat consistiria en un botí de mil lliures romanes en or (uns 327 kg). Els romans van portar l'or i es van adonar que els pesos estaven modificats. Llavors, van protestar davant el cap dels gals, Brennus es va limitar a tirar la seva espasa per a afegir-la als pesos de la balança i va exclamar: «Vae victis!». Els romans es van veure obligats a portar més or per a complir amb la seva obligació.
La frase sobreviu fins als nostres dies, i s'utilitza per a fer notar la impotència del vençut davant el vencedor, sobretot en les negociacions entre tots dos.